# Campia (Vouzela)
Campia ist eine Gemeinde (Freguesia) im portugiesischen Kreis Vouzela. In ihr leben 1434 Einwohner (Stand 19. April 2021).